# デラマニド
デラマニド（Delamanid）は、多剤耐性肺結核の治療に用いられる有機化合物である。商品名デルティバ。多剤耐性肺結核に対する新たなオプションとして2014年に欧州、日本で承認された。感受性を有する既存の抗結核薬3剤以上に上乗せして用いる必要がある。日本ではリファマイシン系のリファンピシンが1971年に承認されて以来、約40年ぶりの新系統（ニトロイミダゾール系）の抗結核薬である（抗結核薬としては2008年承認のリファブチン（リファマイシン系）以来6年ぶり）。開発コードOPC-67683。

## 作用機序
結核菌が菌体の最外周部に持っているミコール酸の合成を阻害し、結核菌の細胞壁を不安定化させる。一方、ミコール酸合成活性が低い、潜伏感染する結核菌に対しても実際は有効であることから、ミコール酸合成阻害は本来の作用機序の一部である可能性がある。同じ系統の他薬（PA-824; プレトマニド）を用いた研究により、結核菌特異的なニトロ還元酵素（deazaflavin-dependent nitroreductase; Ddn）による代謝を受けて一酸化窒素を産生し、細胞傷害活性を示すことが示唆されていることから、デラマニドも同様の作用を有すものと考えられる。

## 副作用
添付文書に記載されている重大な副作用はQT延長症候群（5%以上）であり、これが心室性頻脈を誘発して、最悪の場合心室細動（心停止）に至って死亡する可能性がある。従って、投与開始前および投与中は定期的に心電図検査等を行う必要がある。
治験では52.7%に副作用が見られ、その内容は不眠症（12.2%）、頭痛（10.4%）、QT延長（7.1%）、傾眠（6.3%）等であった。

## 相互作用
デラマニドは肝臓のCYP3A4で代謝されるので、CYP3A4を誘導（増加）する医薬品はデラマニドの作用を減弱し得る。

## 開発の経緯
第II相臨床試験では、デラマニドは標準治療薬であるエタンブトール、イソニアジド、ピラジナミド、リファンピシン、アミノグリコシド系抗生物質、キノロン系抗菌剤と併用された。患者の治癒率（喀痰中結核菌の消失率）はデラマニドを用いた患者群で有意に高かった。
欧州医薬品庁（EMA）の医薬品委員会（CHMP）は2013年7月に一旦デラマニドの承認勧告を見送った。しかし、2013年11月になって治療効果の持続性を裏付ける臨床試験の追加解析ならびに用法・用量の最適化に関する新規臨床試験の実施を条件に、一転して制限付きで販売承認勧告し、2014年4月にEMAが最終承認した。EMAは臨床試験データが投与の便益が危険を上回っていることを示しているものの、長期投与時の有効性についてさらなるデータが必要であると考えている。デラマニドは成人の多剤耐性結核患者で抵抗性または不忍容性の問題で他の治療選択肢がない場合に使用できる。
日本では2014年7月に承認された。日本結核病学会治療委員会はこれを受けてデラマニドの使用ガイドラインを発表した。